# Priština (nádraží)
Nádraží v Prištině bylo historicky stanicí na trati Doljevac–Kosovo Polje. Nachází se na Tiranské ulici, jeho využití je velmi omezené. Pro železniční spoje hlavního města Kosova slouží především železniční stanice Kosovo Polje, která se nachází cca 7 km jihozápadně od města. V současné době je budova nádraží památkově chráněná, je evidována v registru památek Kosova pod číslem 3402. 
Nádraží má v provozu jedinou kolej a jediné nástupiště.

## Historie
Nádraží bylo otevřeno spolu s celou tratí v roce 1936. Trať tehdy vybudovala francouzsko-britská společnost, která na území Kosova v tehdejším jugoslávském království budovala železniční síť. Nádraží bylo rekonstruováno po válce v Kosovu v roce 1999, na obnově se podíleli britští vojáci KFOR. Během války stanice sloužila pro provádění etnických čistek. 
Historická budova nádraží naprosto neodpovídá dopravním potřebám města. V roce 2019 předpokládalo město Prishtina přesunutí nádraží blíže k autobusovému terminálu (k ulicím Tahir Zajmi a Fatim Sokoli).